# Гривасти пацов
Гривасти пацов (лат. Lophiomys imhausi, енгл. maned rat, crested rat) је врста глодара из породице мишева (Muridae).

## Распрострањење
Врста има станиште у Еритреји, Етиопији, Кенији, Сомалији, Судану, Танзанији, Уганди и Џибутију.

## Станиште
Гривасти пацов има станиште на копну. Врста је по висини распрострањена од нивоа мора до 3.300 метара надморске висине.

## Угроженост
Ова врста није угрожена, и наведена је као последња брига јер има широко распрострањење.

### Популациони тренд
Популација ове врсте је стабилна, судећи по доступним подацима.